# Marcos Assunção
Marcos Assunção dos Santos (Caieiras, 27 luglio 1976) è un ex calciatore brasiliano, di ruolo centrocampista.

## Biografia
Possiede il passaporto spagnolo.
È cugino di Marcos Senna e di Márcio Senna, entrambi calciatori professionisti.

## Caratteristiche tecniche
Sebbene non particolarmente veloce, era dotato di un buon palleggio e visione di gioco, prediligendo giocare al fianco di un mediano interditore. Era un ottimo esecutore di calci di punizione.

## Carriera

### Club

Assunção in azione alla Roma nel campionato 1999-2000

Inizia la sua carriera nel Rio Branco Esporte Clube, nel quale gioca dal 1993 al 1995. In seguito si trasferisce per due anni nel Santos e altri due nel Flamengo. Nell'estate 1999 passa alla Roma, dove gioca fino alla stagione 2001-2002, segnando 9 gol in 55 partite. Con i giallorossi vince lo scudetto nel 2000-2001, contribuendo con i goal segnati nelle vittorie interne contro Inter e Brescia. Dopo tre stagioni in Italia passa al Betis Siviglia, segnando 22 gol in 109 partite.
Nel luglio 2007 risolve il suo contratto con gli spagnoli e va a giocare a Dubai nelle file del Al-Ahly. Nel luglio 2008 si trasferisce all'Al-Shabab, club militante nel campionato degli Emirati Arabi e che sarà allenato da Toninho Cerezo. Torna in patria nel settembre 2009, con la squadra del Grêmio Recreativo Barueri. Il 23 aprile 2010 firma per il Palmeiras.

### Nazionale
Con la nazionale brasiliana fa il suo debutto contro l'El Salvador, e segna, il 18 novembre 1998, un gol contro la Russia. Tra il 1998 e il 2002 totalizza 11 partite. Dopo che nel 2002 il Brasile perde una partita di qualificazione contro il Cile per 3-0, poco prima dei mondiali nippo-coreani, viene escluso dalla Seleção

## Statistiche

### Presenze e reti nel club
| Stagione             | Squadra              | Campionato           | Campionato | Campionato | Coppe nazionali | Coppe nazionali | Coppe nazionali | Coppe continentali | Coppe continentali | Coppe continentali | Altre coppe | Altre coppe | Altre coppe | Totale | Totale |
| Stagione             | Squadra              | Comp                 | Pres       | Reti       | Comp            | Pres            | Reti            | Comp               | Pres               | Reti               | Comp        | Pres        | Reti        | Pres   | Reti   |
| -------------------- | -------------------- | -------------------- | ---------- | ---------- | --------------- | --------------- | --------------- | ------------------ | ------------------ | ------------------ | ----------- | ----------- | ----------- | ------ | ------ |
| 1993-1994            | Rio Branco-SP        | A                    | 12         | 1          | -               | -               | -               | -                  | -                  | -                  | -           | -           | -           | 12     | 1      |
| 1994-1995            | Rio Branco-SP        | A                    | 24         | 6          | -               | -               | -               | -                  | -                  | -                  | -           | -           | -           | 24     | 6      |
| Totale Rio Branco-SP | Totale Rio Branco-SP | Totale Rio Branco-SP | 36         | 7          |                 | -               | -               |                    | -                  | -                  |             | -           | -           | -      | -      |
| 1995-1996            | Santos               | A                    | 19         | 2          | -               | -               | -               | -                  | -                  | -                  | -           | -           | -           | 19     | 2      |
| 1996-1997            | Santos               | A                    | 14         | 1          | -               | -               | -               | -                  | -                  | -                  | -           | -           | -           | -      | -      |
| Totale Santos        | Totale Santos        | Totale Santos        | 33         | 3          |                 | -               | -               |                    | -                  | -                  |             | -           | -           | -      | -      |
| 1997-1998            | Flamengo             | A                    | 21         | 5          | -               | -               | -               | -                  | -                  | -                  | -           | -           | -           | 21     | 5      |
| 1998-1999            | Flamengo             | A                    | 0          | 0          | -               | -               | -               | -                  | -                  | -                  | -           | -           | -           | 0      | 0      |
| 1999-2000            | Roma                 | A                    | 21         | 1          | CI              | 1               | 0               | CU                 | 6                  | 1                  | -           | -           | -           | 28     | 2      |
| 2000-2001            | Roma                 | A                    | 12         | 2          | CI              | 2               | 0               | CU                 | 5                  | 0                  | -           | -           | -           | 19     | 2      |
| 2001-2002            | Roma                 | A                    | 22         | 6          | CI              | 4               | 0               | UCL                | 9                  | 0                  | SI          | 1           | 0           | 36     | 6      |
| Totale Roma          | Totale Roma          | Totale Roma          | 55         | 9          |                 | 7               | 0               |                    | 20                 | 1                  |             | 1           | 0           | 83     | 10     |
| 2002-2003            | Real Betis           | PD                   | 30         | 5          | CR              | 3               | 1               | CU                 | 4                  | 0                  | -           | -           | -           | 37     | 6      |
| 2003-2004            | Real Betis           | PD                   | 20         | 7          | CR              | 1               | 0               | -                  | -                  | -                  | -           | -           | -           | 21     | 7      |
| 2004-2005            | Real Betis           | PD                   | 34         | 8          | CR              | 8               | 2               | -                  | -                  | -                  | -           | -           | -           | 42     | 10     |
| 2005-2006            | Real Betis           | PD                   | 26         | 1          | CR              | 1               | 0               | UCL                | 7                  | 0                  | SS          | 1           | 0           | 35     | 1      |
| 2006-2007            | Real Betis           | PD                   | 27         | 2          | CR              | 5               | 0               | -                  | -                  | -                  | -           | -           | -           | 32     | 2      |
| Totale Betis         | Totale Betis         | Totale Betis         | 137        | 23         |                 | 18              | 3               |                    | 11                 | 0                  |             | 1           | 0           | 167    | 26     |

### Cronologia presenze e reti in nazionale
| Cronologia completa delle presenze e delle reti in nazionale ― Brasile | Cronologia completa delle presenze e delle reti in nazionale ― Brasile | Cronologia completa delle presenze e delle reti in nazionale ― Brasile | Cronologia completa delle presenze e delle reti in nazionale ― Brasile | Cronologia completa delle presenze e delle reti in nazionale ― Brasile | Cronologia completa delle presenze e delle reti in nazionale ― Brasile | Cronologia completa delle presenze e delle reti in nazionale ― Brasile | Cronologia completa delle presenze e delle reti in nazionale ― Brasile |
| Data                                                                   | Città                                                                  | In casa                                                                | Risultato                                                              | Ospiti                                                                 | Competizione                                                           | Reti                                                                   | Note                                                                   |
| ---------------------------------------------------------------------- | ---------------------------------------------------------------------- | ---------------------------------------------------------------------- | ---------------------------------------------------------------------- | ---------------------------------------------------------------------- | ---------------------------------------------------------------------- | ---------------------------------------------------------------------- | ---------------------------------------------------------------------- |
| 8-2-1998                                                               | Los Angeles                                                            | El Salvador                                                            | 0 – 4                                                                  | Brasile                                                                | Gold Cup 1998 - 1º turno                                               | -                                                                      |                                                                        |
| 10-2-1998                                                              | Los Angeles                                                            | Stati Uniti                                                            | 1 – 0                                                                  | Brasile                                                                | Gold Cup 1998 - Semifinale                                             | -                                                                      | 71’                                                                    |
| 15-2-1998                                                              | Los Angeles                                                            | Giamaica                                                               | 0 – 1                                                                  | Brasile                                                                | Gold Cup 1998 - Finale 3º posto                                        | -                                                                      | 73’                                                                    |
| 23-9-1998                                                              | São Luís                                                               | Brasile                                                                | 3 – 0                                                                  | Jugoslavia                                                             | Amichevole                                                             | -                                                                      |                                                                        |
| 18-11-1998                                                             | Fortaleza                                                              | Brasile                                                                | 5 – 1                                                                  | Russia                                                                 | Amichevole                                                             | 1                                                                      | 79’                                                                    |
| 4-9-1999                                                               | Buenos Aires                                                           | Argentina                                                              | 2 – 0                                                                  | Brasile                                                                | Amichevole                                                             | -                                                                      | 46’                                                                    |
| 7-9-1999                                                               | Porto Alegre                                                           | Brasile                                                                | 4 – 2                                                                  | Argentina                                                              | Amichevole                                                             | -                                                                      | 68’                                                                    |
| 9-10-1999                                                              | Amsterdam                                                              | Paesi Bassi                                                            | 2 – 2                                                                  | Brasile                                                                | Amichevole                                                             | -                                                                      | 76’                                                                    |
| 13-11-1999                                                             | Vigo                                                                   | Spagna                                                                 | 0 – 0                                                                  | Brasile                                                                | Amichevole                                                             | -                                                                      |                                                                        |
| 23-5-2000                                                              | Cardiff                                                                | Galles                                                                 | 0 – 3                                                                  | Brasile                                                                | Amichevole                                                             | -                                                                      | 83’                                                                    |
| 15-8-2000                                                              | Santiago del Cile                                                      | Cile                                                                   | 3 – 0                                                                  | Brasile                                                                | Qual. Mondiali 2002                                                    | -                                                                      | 9’                                                                     |
| Totale                                                                 |                                                                        | Presenze                                                               | 11                                                                     |                                                                        | Reti                                                                   | 1                                                                      |                                                                        |

## Palmarès

### Club

#### Competizioni statali
- Torneo Rio-San Paolo: 1

Santos: 1997
- Campionato Catarinense: 1

Figueirense: 2014

#### Competizioni nazionali
- Campionato italiano: 1

Roma: 2000-2001
- Supercoppa italiana: 1

Roma: 2001
- Coppa di Spagna: 1

Real Betis: 2004-2005
- Coppa degli Emirati Arabi Uniti: 1

Al-Ahli: 2007-2008
- Coppa del Brasile: 1

Palmeiras: 2012

#### Competizioni internazionali
- Coppa CONMEBOL: 1

Santos: 1998

### Individuale
- Bola de Prata: 1

2011